# 愤怒的公牛
（新加坡又譯「拳坛公牛」）是一部1980年由馬丁·史柯西斯執導，根据意大利裔前中量级拳王杰克·拉莫塔於1970年的回憶錄《Raging Bull: My Story》的真实经历改编的美國運動電影。羅拔·迪尼路以本片獲得了奧斯卡最佳男主角獎。本片也是奧斯卡最佳剪接獎得主。

## 劇情
意大利裔前拳王杰克·拉莫塔出生于纽约布朗克斯区。他身体结实、出手敏捷，在拳坛被称作「愤怒的公牛」。由于不愿向黑手党低头，他始终无法获得拳王挑战的资格。
经历了数次挫折之后，他终于同意黑手党的安排，故意输掉一场比赛，以换取挑战拳王的资格。在取得拳王称号后，拉莫塔开始怀疑自己的妻子和弟弟，认定他们背叛了自己，于是对他们大打出手。矛盾的激化以及他看透拳击场上的名利追逐，最终使其退出拳击界。经历了众多悲欢的拉莫塔最后在一家夜总会裏担任司仪，并准备以此度过余生。

## 演员
- 勞勃·狄尼洛 飾 杰克·拉莫塔（英语：Jake LaMotta）[1]
- 凱西·莫拉提（英语：Cathy Moriarty） 飾 薇琪·拉莫塔（英语：Vikki LaMotta）[1]
- 喬·派西 飾 喬伊·拉莫塔（英语：Joey LaMotta）[1]
- 尼可拉斯·寇拉桑多（英语：Nicholas Colasanto） 飾 Tommy Como[1]
- 特雷莎·索爾達娜（英语：Theresa Saldana） 飾 Lenora LaMotta（喬伊的妻子）[1]
- 法蘭克·樊尚（英语：Frank Vincent） 飾 Salvy Batts[1]
- Mario Gallo 飾 Mario[1]
- Johnny Barnes 飾 舒格·雷·羅賓遜

## 荣誉
第53屆奧斯卡
- 获奖- 最佳男主角
- 获奖- 最佳剪接
- 提名-最佳影片
- 提名-最佳导演
- 提名-女配角
- 提名-男配角
- 提名-最佳摄影
- 提名-最佳音效

美国电影学会
- AFI百年百大电影：#24
- AFI百年百大惊悚片：#51
- AFI十大類型十大佳片：运动片#1